# Юг-Пиренеи
Юг-Пиренеи е един от регионите на Франция. Населението му е 2 865 000 жители (към 1 януари 2009 г.). Площта му е 45 348 кв. км, което го прави най-големият регион по площ в европейската част на Франция. Гъстотата на населението е 63,20 жители на кв. км. Град Тулуза е административен център на региона. Юг-Пиренеи е съставен от 8 департамента.